# 掸邦高原
掸邦高原或掸高原、撣部高原，位于缅甸东部，西邻伊洛瓦底江上游地区，东部有萨尔温江穿过，主体在缅甸掸邦境内，部分伸入老挝和泰国边境，平均海拔高度750～1200米。为东南亚最大的高原。富有银、铅、锌、宝石等矿藏。